# からっと!
『からっと!』 (CARAT!) は、渡辺祥智の漫画作品。『コミックブレイドZEBEL』にて連載されていたが当誌の刊行終了に伴い、2007年9月より掲載の場を『月刊コミックブレイドアヴァルス』に移し、2009年10月号まで連載された。全2巻。

## あらすじ
中学3年生の少女馬場香音はある日、ゴミ箱の中にコンパクトを見つける。中を開けると、なんと煙と共に女の子が現れた。ユニと名乗るその少女は、「自分はカラットという国の女王候補者であり、魔法の力を持っているがゆえに候補者の友人と争わなければならない、だからこの力を代わりに使ってくれないか」と香音に頼む。自分を変えるチャンスだと思った香音は力を受け取ることを了承するが、それはゆるーい代理戦争の始まりでもあった。

## 登場人物

### 女王候補者とその代理
馬場香音（ばば かのん）
主人公。中学三年生。三つ編みに眼鏡といういかにもな風貌により、周囲から「委員長」とあだ名されているが、別に委員長ではない。ユニから魔法の力を授かったことで魔法少女（というよりも魔女っ子）になり、なし崩し的にカラットの女王の座をめぐるグダグダバトルに巻き込まれてゆく。うどんが好き。
性格、言動はやや中性的かつガサツだが、作中キャラの中では貴重なツッコミ役である。
ユニ
魔法の国カラットの少女。強力な魔法の力を持っており、親友のメリッサと共にカラットの次期女王候補者に選ばれている。親友同士で戦うことを避けるために女王争いの代理人を立てることを思いつき、香音に魔法の力を託した。
ボケ体質のため、香音に強烈なツッコミを受けることが多い。香音の家に居候中。
メリッサ
ユニの親友。同じく女王候補者。代理人として歩人に力を託す。恥ずかしがり屋でおとなしい性格。
鹿島歩人（かしま あると）
香音と同じ中学に通う少年。こちらは正真正銘の「委員長」である。文武両道かつルックスも良いことから女子からの人気は高いが、香音の前でズボンのチャックを全開にしたままでいたり、真顔で歯のゴミと格闘したりするなど、シリアスなシーンをぶち壊す空気の読めないクラッシャーとしての一面も。メリッサから力を受け取ったことにより、調子に乗って魔法少女ならぬ魔法少年に変身する。

### 石の意志
勝負に勝つたびに（勝敗は大体それぞれの石の意思の独断で決まる）コンパクトに石が埋め込まれ、先に5つの石を手に入れた方がカラットの女王となる。代理人には特にメリットは無い。
愛の石の意思 ジル
カラットの「愛」を司る石の意思。香音と歩人の最初の戦い（物理攻撃で勝敗が決した）の後日、2人にその戦いが無効であることを宣告する形で現れた。穏やかだがかなりマイペースな性格で、また若干腹黒い面があり、フォスとモルダバからは恐れられている。
安らぎの石の意思 フォス
カラットの「安らぎ」を司る石の意思。だが「安らぎ」の意思であるにもかかわらず、その性格や言動は乱暴でおよそ安らぎというイメージからはかけ離れており、香音にもツッコまれた。癒しの石の意思であるモルダバとは犬猿の仲で、どちらが真の穏やか系であるかということについて常に争っている。
癒しの石の意思 モルダバ
カラットの「癒し」を司る石の意思。極端なツリ目が特徴。こちらもフォスと同じく言葉のイメージから遠く離れた性格を持っている。
嘆きの石の意思 ロッシュ

喜びの石の意思 ネレイド

寂しさの石の意思 ターフェ

疑惑の石の意思 チェルシー

### ブリリアント四天王
ブリリアントというカラットの辺境の村出身の三馬鹿魔法使い。四天王と銘打っているがメンバーは3人しかおらず、4人目は現在募集中。
ジェラルド
ブリリアント四天王のリーダー格。ドラキュラ伯爵のような黒マントが特徴。ハニエルを目覚めさせその魔力を我が物とするために、香音達の石を狙っている。召喚呪文を使うがその魔力は乏しく、せいぜいハトを召喚できる程度。
ゼン
ブリリアント四天王の一人。剣を操り、魔法を斬って無効化することができるが、微妙に防ぎきれない。
アイザック
ブリリアント四天王の一人。容貌、雰囲気などは一番魔法使いっぽいがその魔法は呪われていて、全て自分にあたる。マイペースな性格。自らを「まぬけ」と言っている。思ったことをすぐ口にしては、ゼンに口を塞がれる。

### カラットの人間
女王ミゼルバ
カラットの女王。代理戦争を「いいんじゃね？」とあっさり許可する。
王子ハニエル
カラットの王子。女王候補が決まるまで眠り続けている。
ニナ
ユニの姉。女王になるべく妹であるユニ達に挑む。

## 既刊
1. 2007年4月30日発売 ISBN 978-4-86127-374-2
2. 2010年1月9日発売 ISBN 978-4-86127-691-0

## ドラマCD
『月刊コミックブレイド』『コミックブレイドMASAMUNE』『コミックブレイドZEBEL』の応募者全員サービスとして作成されたものが1つと、『月刊コミックブレイドアヴァルス』誌上通販のものが2つある。
応募者全員サービス版キャスト
- 馬場香音 - 雪野五月
- 鹿島歩人 - 浅川悠
- ユニ - 金田朋子
- メリッサ - 皆川純子
- 女王ミゼルバ - 寺田はるひ

アヴァルス版1
- 馬場香音 - 雪野五月
- 鹿島歩人 - 浅川悠
- ユニ - 金田朋子
- メリッサ - 皆川純子
- ジェラルド - 子安武人
- ゼン - 野島健児
- アイザック - 杉山紀彰
- ロッシュ - 柿原徹也
- ネレイド - 近藤隆

アヴァルス版2
- 馬場香音 - 雪野五月
- 鹿島歩人 - 浅川悠
- ユニ - 金田朋子
- メリッサ - 皆川純子
- ジェラルド - 子安武人
- ゼン - 野島健児
- アイザック - 杉山紀彰
- フォス - 寺島拓篤
- モルダバ - 代永翼
- ターフェ - 鈴木達央
- 菜子 - 庄司宇芽香
- ちほ - 斉藤佑圭